# País de la Mar
El País de la Mar és el nom donat antigament a la part sud de Mesopotàmia. Vers el 1735 aC, Iluma-Ilum, suposat descendent del darrer rei d'Isin, Damiq ilishu, es va independitzar de Babilònia, i es va apoderar de tota la part sud del país amb límit nord a Nippur. Va tenir un llarg regnat d'uns cinquanta anys i el va succeir el seu fill Kiannib. Vers el 1594 aC, després de l'expedició dels hitites a Babilònia, la ciutat va demanar ajut al País del Mar contra els cassites, i per un temps, segurament sota el rei Gul-Kishar (vers 1580 aC), la dinastia va governar Babilònia, però vers el 1570 aC, finalment, aquesta ciutat i el nord de Mesopotàmia van caure en mans d'Agum II, rei de Khana, i dels cassites. Per aquest domini de Babilònia, se l'anomena segona dinastia de Babilònia, mentre que les dues dinasties cassites (II i III) queden refoses en una única dinastia cassita (III de Babilònia).
Els sobirans de la I Dinastia del País de la Mar van ser:
- Iluma-ilum, vers 1732 aC.[3]
- Itti-Ili-nibi (Kiannib), més de 50 anys (fill).
- Damiq-ilishu, uns 30 anys.
- Ishkibal, uns 15 anys.
- Shushushi, uns 27 anys.
- Gulkishar, uns 55 anys.
- Peshgaldaramash (fill), uns 50 anys.
- Adarakalamma o Ayadaragalama (germà), uns 28 anys.
- Ekurduanna, uns 26 anys.
- Melamkurkukka, uns 15 anys.
- Un rei de nom desconegut anterior a Ea-gamil i posterior a Gulkishar (?) (breu).
- Ea-gamil, vers 1460 aC, uns 9 anys.

Cap a l'any 1485 aC, Ulamburiash, rei dels cassites de Babilònia, va conquerir el País de la Mar.
Una nova dinastia d'origen incert, sorgida al País del Mar, va governar Babilònia a finals del primer mil·lenni. Un rei procedent d'aquest país, Simbar-Šiḫu (un nom cassita), va ocupar Babilònia potser el 1024 aC, i va donar tres reis (dinastia cinquena de Babilònia), fins que una dinastia aramea (dinastia de Bazu, sisena de Babilònia) va assolir el poder cap al 1003 aC. Els arameus, al sud de Mesopotàmia, van subsistir fins a la conquesta assíria a la meitat del segle viii aC.
Els reis de la II Dinastia del País de la Mar, que van ser reis de Babilònia, són:
- Simbar-Šiḫu (rei del País de la Mar), 1024-1007 aC (també anomenat Simbar-Xipak).
- Ea-mukin-zeri, 1007-1006 aC.
- Kaixu-nadin-ahhe, 1006-1003 aC.